# Марія ван Рейгерсберх
Марія ван Рейгерсберх (нар. бл. 7 жовтня 1589 року — 19 квітня 1653, Гаага) — дружина Гуго Гроція, якому вона допомогла втекти із замку Левештейн в 1621 році під час його ув'язнення там після суду над ним в 1619 році.

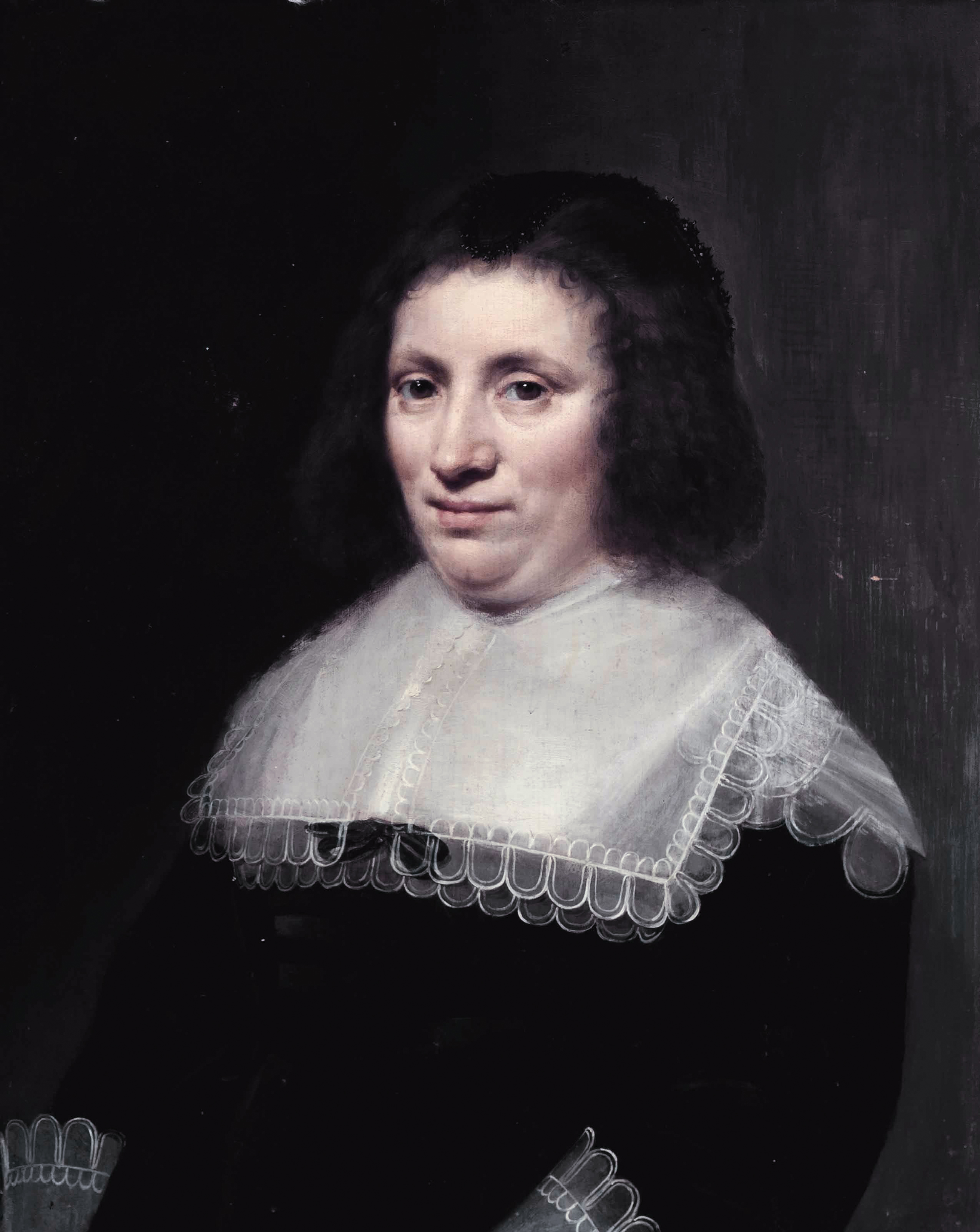
Марія Рейгерсберген (1589-1653), портрет Міхаеля Янса Ван Міревельта

## Ранні роки
Марія була дочкою бургомістра Пітера ван Рейгерсберга і Марії Ніколаї (також відомої як Майкен Клаесдр). Її батьки втекли в Булонь-сюр-Мер в смутні часи правління генерал-губернатора Роберта Дадлі, 1-го графа Лестера над голландською Республікою, і, можливо, повернулися тільки після народження дівчинки, тому точне місце народження Марії не відоме. 
Як і більшість жінок того часу, вона не отримала формальної освіти, хоча вміла читати і писати. Її сім'я була багата, і тому вона була бажаною дружиною. Тому вийшла заміж за  адвоката Гуго де Гроота (більш відомого як Гроцій), який щойно був призначений адвокатом-фіскалом (прокурором) у Хоф-ван-Холланд.
Подружжя оселилося в Гаазі, де Гроцій швидко зробив кар'єру під керівництвом Юхана Ван Ольденбарневельта, Земського захисника Голландії. У 1613 році він був призначений пенсіонарієм міста Роттердама з головним завданням представляти це місто в Штатах Голландії і Західної Фрісландії і Генеральних штатах Нідерландів. У цей період народилися їх перші семеро дітей: Корнелія (26 квітня 1611 року) і Корнеліс (2 лютого 1613 року) в Гаазі; Пітер (24 лютого 1614 року; помер 18 червня 1614 року); ще один Пітер (28 березня 1615 року), Франсуаза (17 серпня 1616 року; помер 3 травня 1617 року), Марія (16 квітня 1617 року) і Дідерік (10 жовтня 1618 року; через півтора місяці після арешту Гроція) в Роттердамі.

## Суд над Гроцієм, ув'язнення і втеча
Гроцій був заарештований 29 серпня 1618 року разом з Ван Ольденбарневельтом, Ромбутом Хогербитом, лейденським пенсионариєм, і Жілем Ван Леденбергом, державним секретарем Утрехта, за підозрою в зраді за наказом штадтгольдера Моріса, принца Оранського. Їх тримали під замком вісім місяців, протягом яких Марії не дозволялося відвідувати чоловіка в його камері в Бінненхофі, навіть коли він був важко хворий. Зрештою 18 травня 1619 року Гроцій був засуджений до довічного ув'язнення судом з 24 делегованих суддів Генеральних Штатів. Він повинен був відбувати покарання в замку Левестейн разом з Хогербітсом, який отримав той же вирок.
Марія відразу ж почала звертатись до Генерального штату з проханнями поліпшити умови життя її чоловіка. Зрештою їй вдалося отримати дозвіл на тривале проживання в замку разом з дітьми і слугами. Вона також отримала дозвіл для Гроція отримувати книги, щоб допомогти йому в його дослідженнях. Ці книги перевозилися в скринях. 22 березня 1621 року Марія допомогла Гроцію сховатись у одній із таких скринь, а сама зімітувала його тіло в ліжку разом з верхнім одягом. Скриня була перевезена в Горінхем у супроводі покоївки Марії Ельсі Ван Хоувенінг; Марія залишилася вдома і деякий час сама була замкнена. Гроцій відправився в Париж, і після звільнення його дружина пішла за ним.

## Життя у вигнанні
У Парижі Гроцій висловив свою подяку дружині із втечею та присвятив їй Латинську поему Silva ad Thuanum, в якій він дав зрозуміти, що хитрість з скринею була придумана Марією. Незабаром Гроцій випустив цілий потік брошур і більших видань, в яких він захищав Ольденбарневельта і самого себе (найбільш відома його "Апологія", або Verantwoordingh, видана латинською та голландською мовами в Парижі в 1622 році). У наступному десятилітті він став символом фракції, яка повинна була вирости в партію голландських Штатів.
31 Жовтня 1626 року в Парижі народилася ще одна дочка, Франсуаза, яка незабаром померла.
Оскільки Гроцій не міг безпечно відвідувати Голландську Республіку, Марія часто була змушена керувати його справами там. Вона подбала про контакти з його голландськими видавцями, а також почала кілька судових процесів, щоб скасувати конфіскацію його майна (і свого, тому що її значне багатство знаходилося в їх спільній власності, яка була конфіскована повністю). Що стосується її власного майна, то вона домоглася успіху в 1625 році, а конфіскація майна Гроція була скасована в 1630 році.
Гроцій був призначений послом Христини, королеви Швеції, до Франції в 1635 році. Після цього Марія стала жити в набагато кращих умовах, а саме в Посольській резиденції з безліччю слуг і влаштовуючи розкішні прийоми для колег-дипломатів. Вона також регулярно відвідувала Королеву-регентшу Франції Анну. Марія сама отримувала дохід від своїх володінь в Республіці. Загалом, можна стверджувати, що вона була незалежною жінкою.
Після смерті Гроція в 1645 році в Ростоку Марія не поїхала в Делфт на його похорон, а залишилася на деякий час в Парижі, де приступила до проєкту видання творів Гроція (продовженого після її власної смерті синами). Зрештою вона повернулася до Гааги, де й померла 19 квітня 1653 року. З її  заповіту стає ясно, що вона померла багатою жінкою, яка дала своїй дочці велике придане, а трьом живим синам залишила великі спадщини. Марія була похована разом з чоловіком в Нью-Кірк.